# بادما رام
بادما رام (بالهندية: पदमाराम मेघवाल)‏ (بالإنجليزية: Padma Ram Meghwal)‏ هو سياسي هندي، ولد في 1963. حزبياً، نشط في المؤتمر الوطني الهندي.